# Lenbachhaus
La Galería municipal en la Lenbachhaus es un museo de arte alemán de Múnich, capital de Baviera, inaugurado en 1929. Está ubicada en un edificio declarado monumento histórico-artístico, la villa del «príncipe de los pintores», Franz von Lenbach. Fue construida entre 1887 y 1891 de acuerdo con un diseño de Gabriel von Seidl y entre 1927 a 1929 fue ampliada por Hans Grässel, algo que ocurrió de nuevo entre 1969 y 1972, en este caso por Heinrich Volbehr y Rudolf Thönessen. Algunas de las salas se mantuvieron en su estado original y pueden ser objeto de una visita guiada.
La última ampliación fue realizada por Norman Foster, en 2009-2013, reabriendo en mayo de 2013.

## El edificio
La Lenbachhaus fue construida como una villa de estilo florentino para el pintor Franz von Lenbach entre 1887 y 1891 por Gabriel von Seidl y fue ampliada en 1927-1929 por Hans Grässel y nuevamente en 1969-1972 por Heinrich Volbehr y Rudolf Thönessen. Algunas de las salas han conservado su diseño original.
La ciudad de Munich adquirió el edificio en 1924 y abrió un museo allí en 1929. La última ala se cerró al público en 2009 para permitir la expansión y restauración de la Lenbachhaus por Norman Foster; la ampliación de 1972 fue demolida para dar paso al nuevo edificio. El museo volvió a abrir en mayo de 2013. El arquitecto colocó la nueva entrada principal en la Museumsplatz, frente a los Propylaea. La nueva fachada, revestida con tubos metálicos de una aleación de cobre y aluminio, resistirá el paso del tiempo.

## Edificio del arte

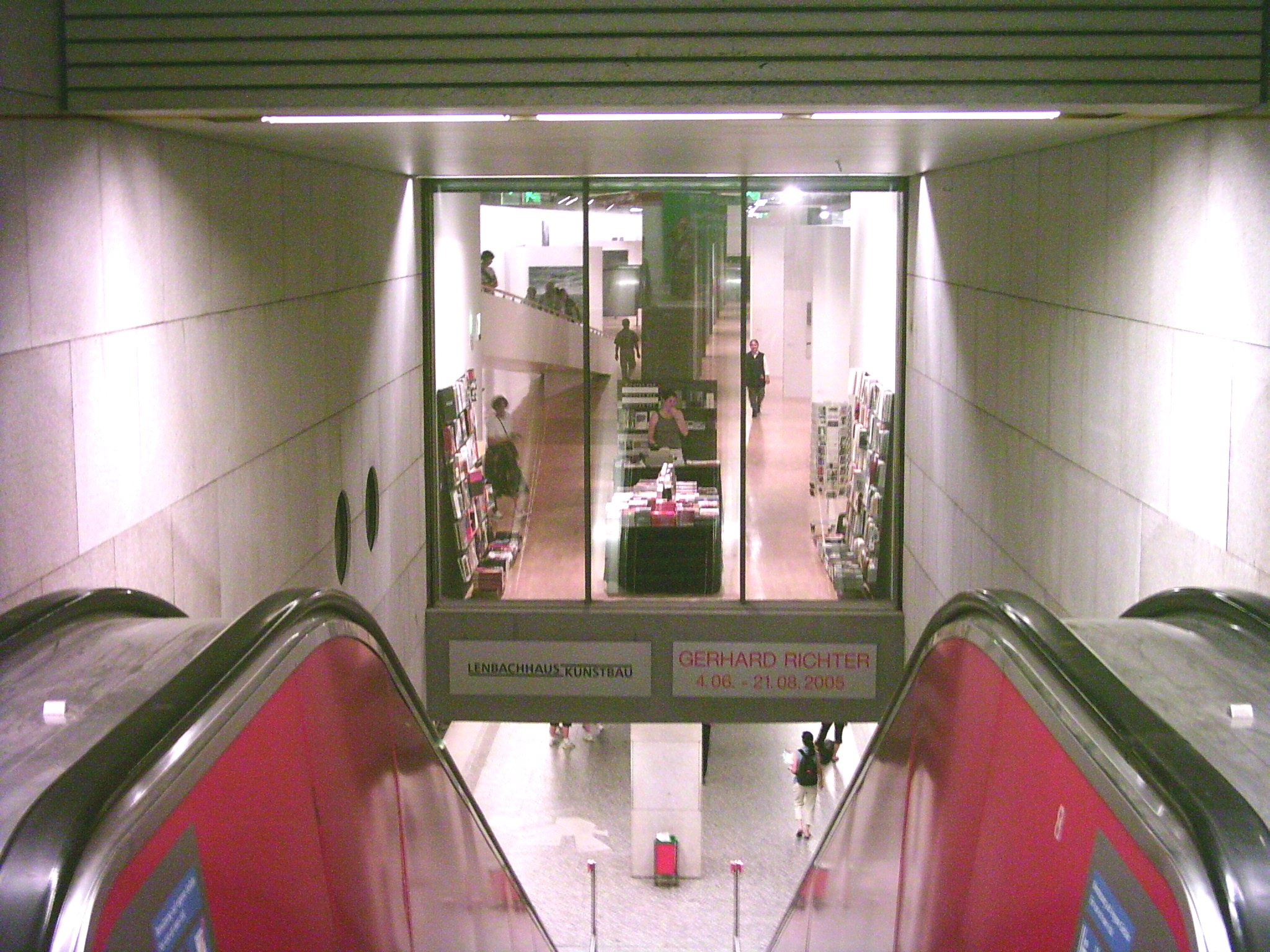
Vista del piso cerrado de la estación de Metro Königsplatz en el "edificio de arte" con la exposición retrospectiva de Gerhard Richter 2005.

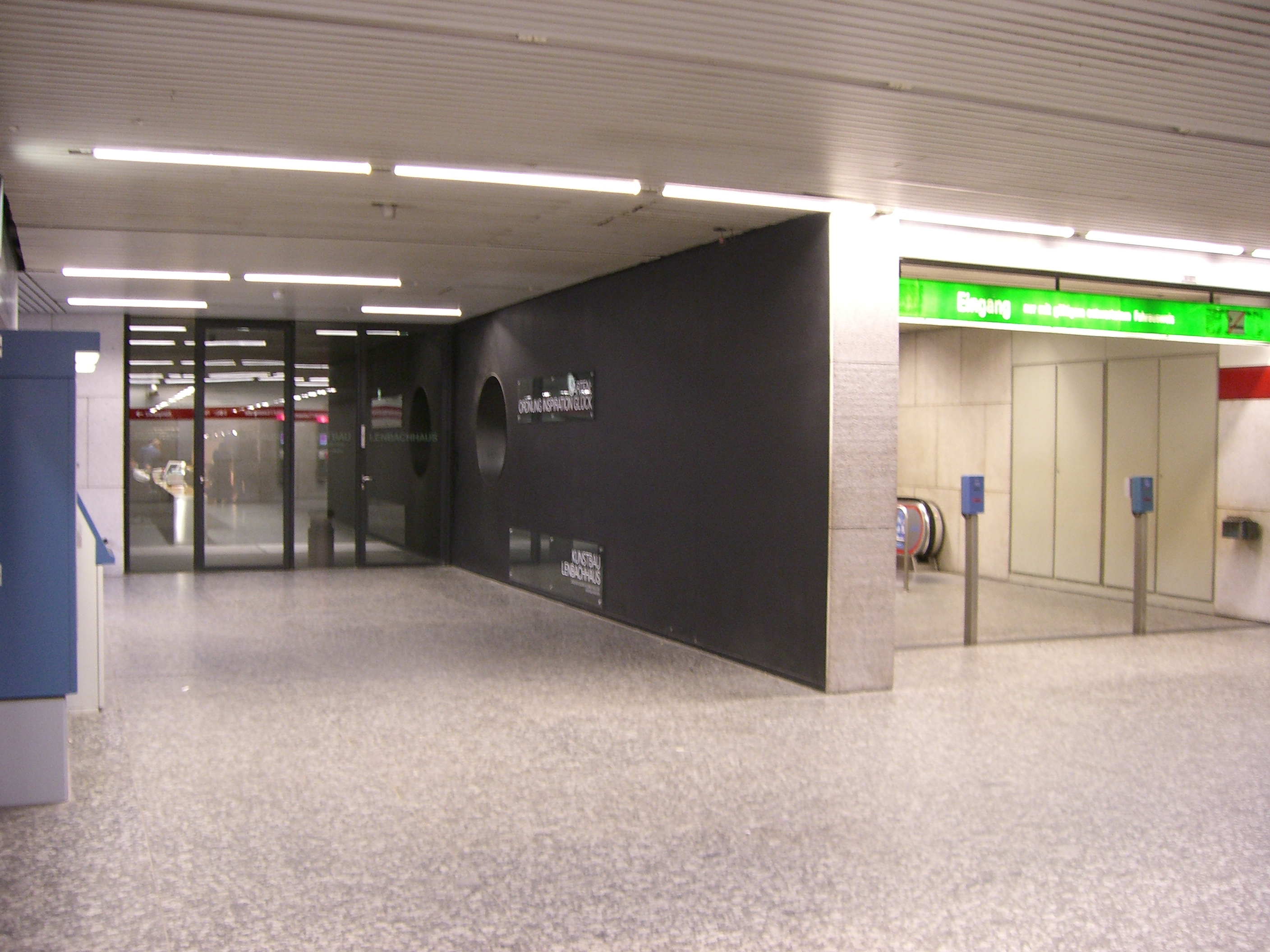
La entrada al Edificio de arte.

En el año 1994 las posibilidades de la Galería de la Lenbachhaus se vieron ampliadas en una medida importante con la inauguración del "Edificio del arte". Esta espaciosa superficie de exposiciones se encuentra en una parte del entresuelo, hasta entonces sin utilizar, de la estación del Metro Königsplatz, muy cercana a la Lenbachhaus, que será destinada a grandes exposiciones de intercambio, en su mayor parte de arte moderno o contemporáneo.
Con la construcción de la estación de Metro, a bastante profundidad, quedó sobre la misma estación un espacio vacío de las mismas dimensiones. Tenía 110 metros de longitud, ligeramente curvado, y estaba dividido en dos espacios separados por una hilera de elementos de sustentación. De 1992 a 1994 el estudio de arquitectura Kiessler + Partner (München), por encargo de la capital del estado federado, lo convirtió en una dependencia de la Lenbachhaus. Los lados que antes aparecían cerrados, cuentan ahora con grandes escaparates hacia las escaleras automáticas de la estación del Metro. Los visitantes podían pasar desde el entresuelo de la estación al vestíbulo del "Edificio del arte" y desde allí por una rampa descendiente a los espacios de exposición. Para el manejo de las obras de arte se cuenta con un montacargas que accede desde los terrenos vecinos de una escuela profesional municipal. La atmósfera del espacio expositivo, iluminado por luz artificial, queda marcada por las superficies de hormigón de la cubierta y los pilares que se han dejado en bruto.
Hay también un espacio suspendido para montajes multimedia, situado en medio de la parte oeste.

## Kubus
A mediados de 2005 en el Petuelpark se inauguró el Kubus de la Lenbachhaus. El Kubus presenta exposiciones trimestrales de artistas contemporáneos. Además una vez al mes se expone dentro de la serie "Los lunes en Petuelpark", arte contemporáneo en el Café Ludwig, en el piso superior del Kubus.

## Colección

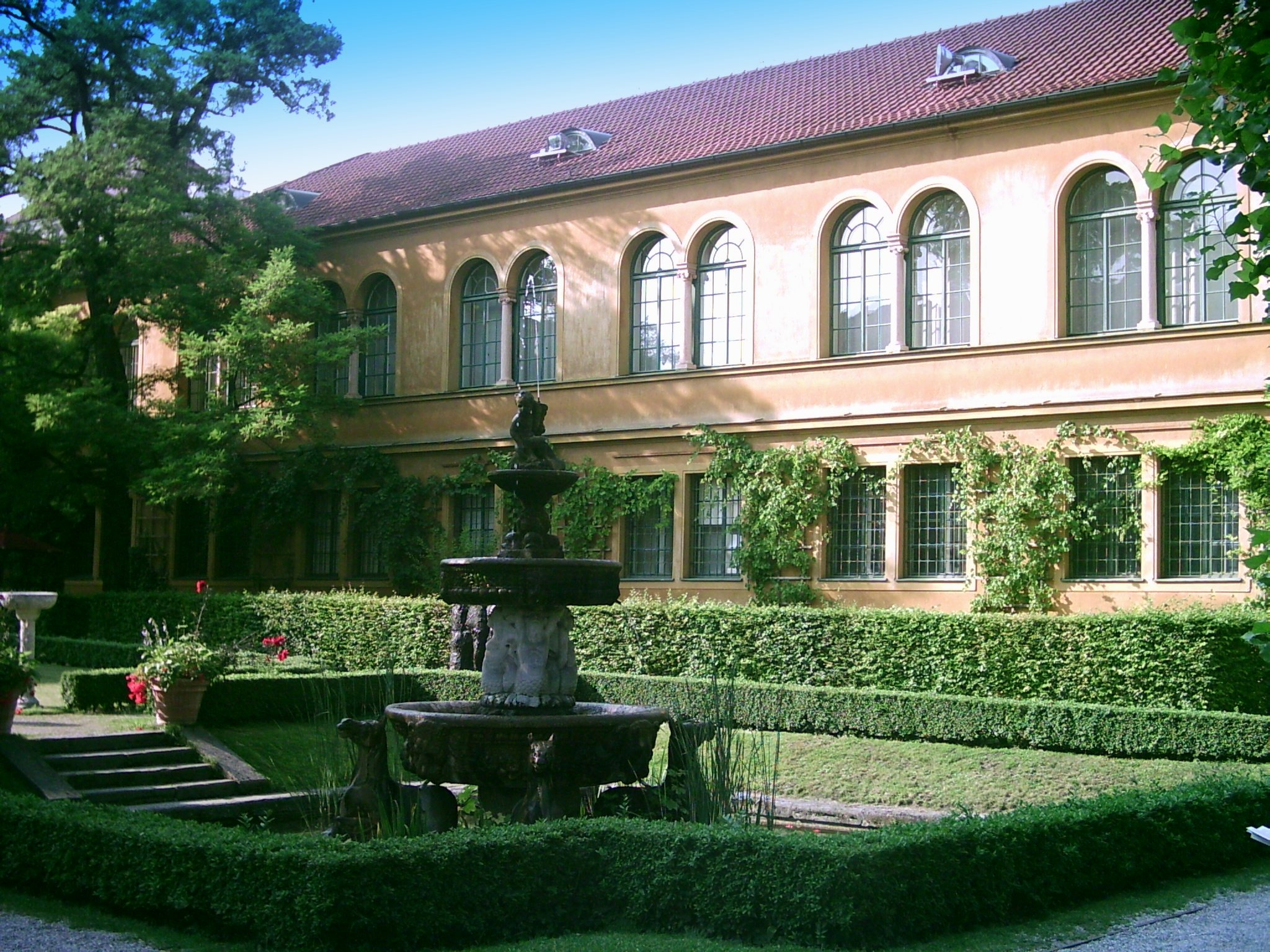
El ala norte del complejo.

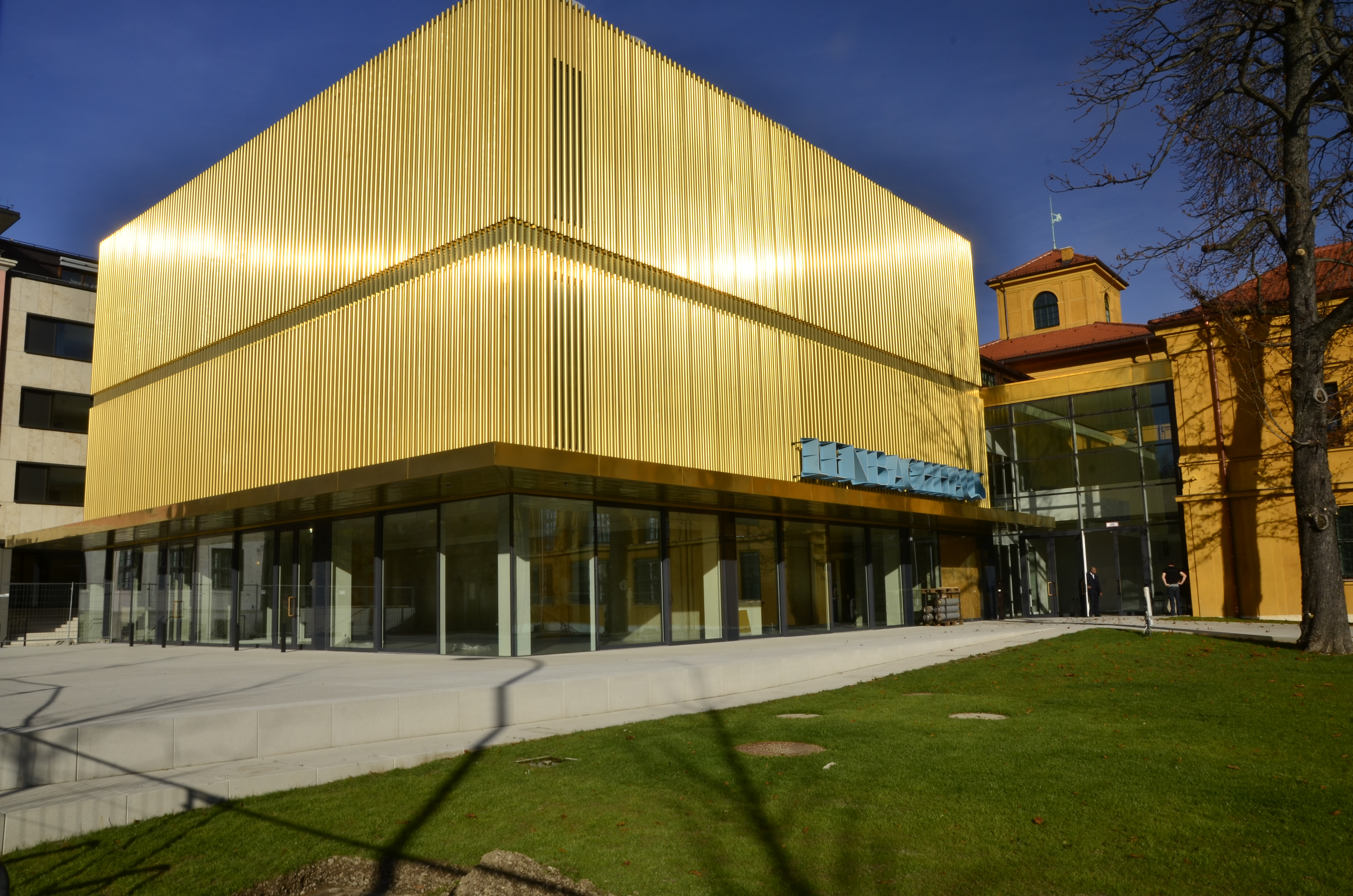
Nueva ala del Lenbachhaus

El Museo exhibe principalmente obras de pintores que vivieron en Múnich, en especial entre los siglos XVIII y XIX. La Lenbachhaus posee, entre otras, obras de Jan Polack, Christoph Schwarz, Georges Desmarées ("Condesa Holstein" 1754), Wilhelm von Kobell, Johann Georg von Dillis, Carl Rottmann, Carl Spitzweg, Eduard Schleich, Carl Theodor von Piloty, Franz von Stuck, Franz von Lenbach, Friedrich August von Kaulbach, Wilhelm Leibl, Wilhelm Trübner y Hans Thoma. En el ala norte puede verse la pintura del círculo de la llamada Escuela de Múnich del siglo XIX. 
También se exponen obras de miembros de la Secesión de Múnich, fundada en 1892, como Lovis Corinth, Max Slevogt y Fritz von Uhde.
La Lenbachhaus debe su renombre como un museo de categoría internacional sobre todo a su colección única de obras del grupo Der Blaue Reiter, con muchas pinturas de Alexei von Jawlensky, Wassily Kandinsky, Gabriele Münter, Franz Marc, August Macke, Marianne von Werefkin y Paul Klee. 
Junto a estas, la Lenbachhaus exhibe también obras de la Nueva objetividad, con trabajos de Christian Schad, Rudolf Schlichter, etc. 

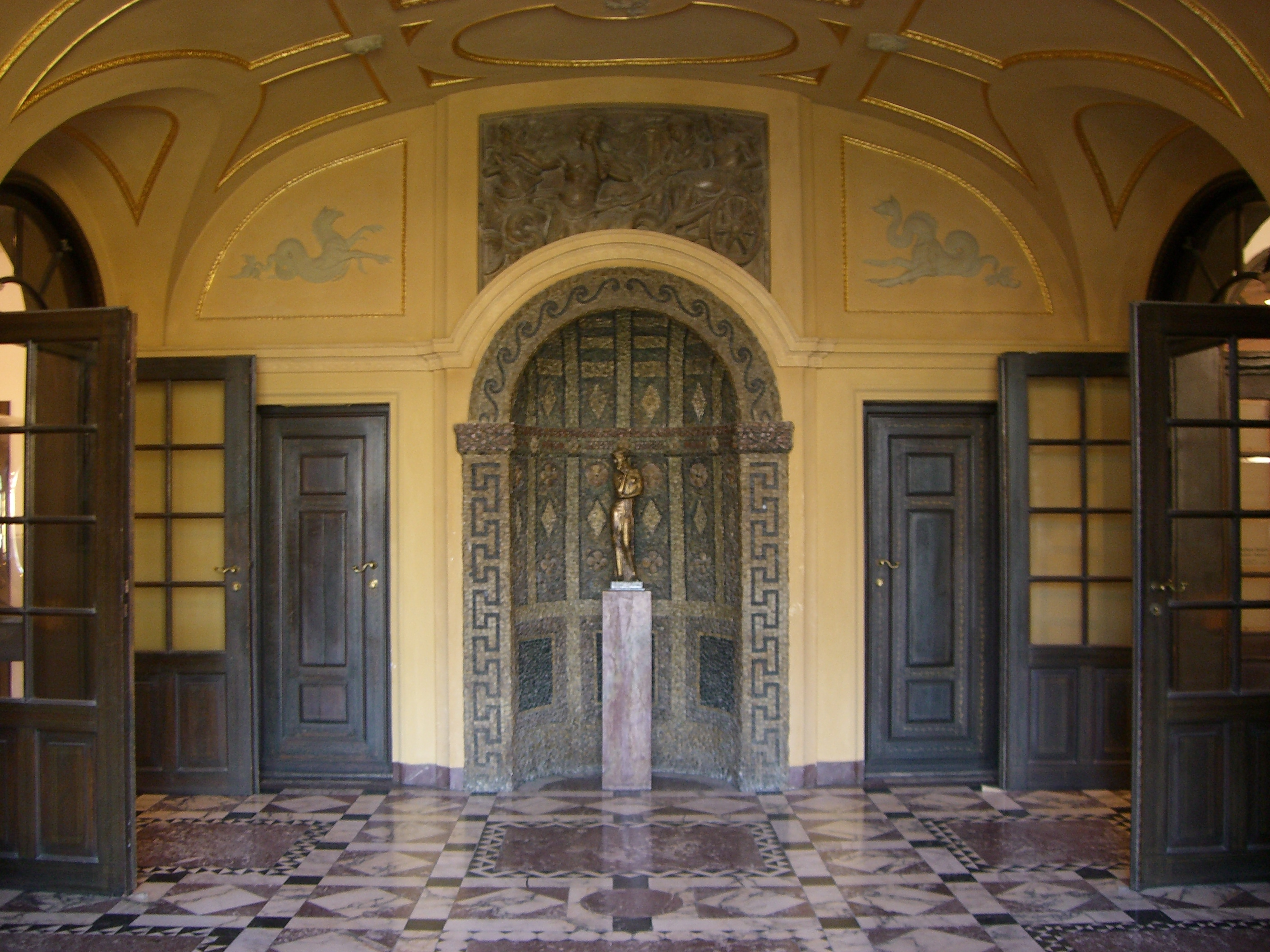
Salón de entrada.

En otras salas tienen lugar exposiciones temporales. Desde la década de 1970 el museo comenzó a prestar atención a las tendencias y artistas del presente ámbito artístico y a coleccionar obras de arte contemporáneas. El museo se concentra en sus nuevas adquisiciones, en trabajos de artistas individuales, para luego exhibirlos en grupos de trabajo. Una importante novedad fue la adquisición en 1979 de la instalación Muestra tus heridas de Joseph Beuys. 
Siguieron espacios instalados y grupos de trabajo, entre otros de Franz Ackermann, Dennis Adams, Christian Boltanski, James Coleman, Lovis Corinth, Thomas Demand, Olafur Eliasson, Valie Export, Dan Flavin, Günther Förg, Günther Fruhtrunk, Rupprecht Geiger, Isa Genzken, Liam Gillick, Katharina Grosse, Michael Heizer, Andreas Hofer, Jenny Holzer, Stephan Huber, Asger Jorn, Ellsworth Kelly, Anselm Kiefer, Alfred Kohler, Michaela Melian, Gerhard Merz, Maurizio Nannucci, Roman Opalka, Sigmar Polke, Arnulf Rainer, Gerhard Richter, Michael Sailstorfer, Richard Serra, Katharina Sieverding, Andy Warhol, Lawrence Weiner, Wiener Aktionisten y Martin Wöhrl.

### Algunas obras de arte de la colección

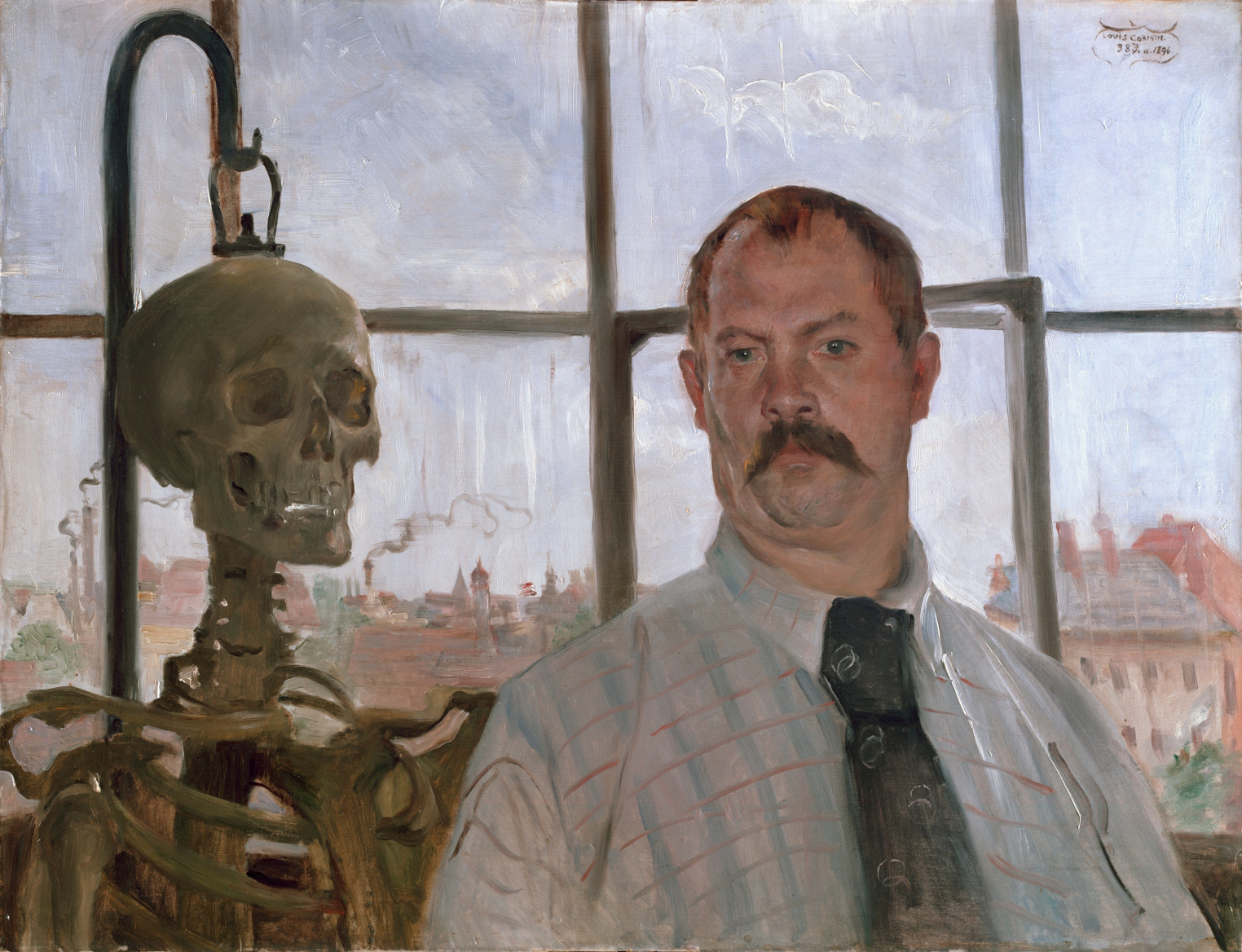
Lovis Corinth Autorretrato con esqueleto, 1896
Lovis Corinth Retrato del pianista Conrad Ansorge, 1903
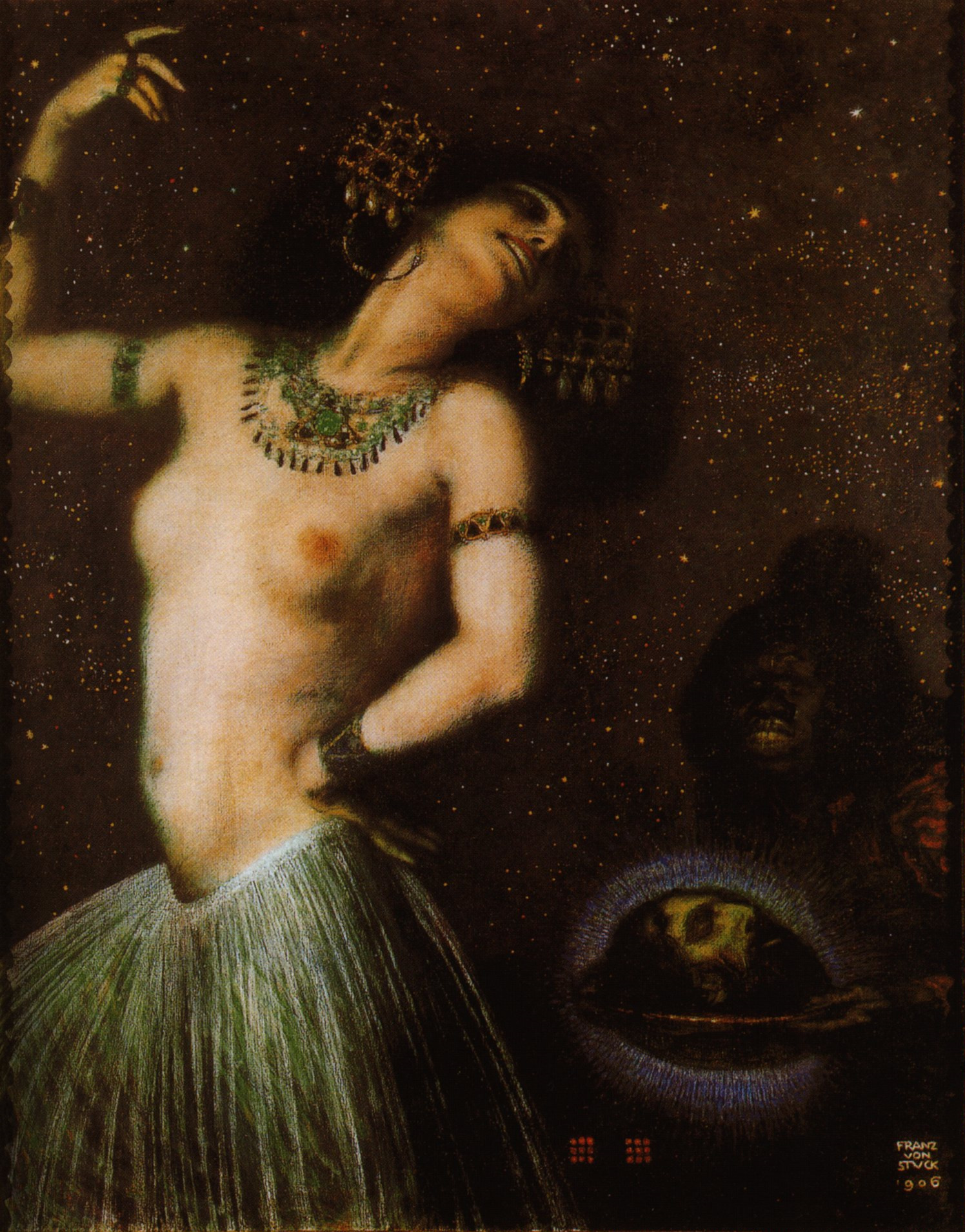
Franz von Stuck Salomé, 1906
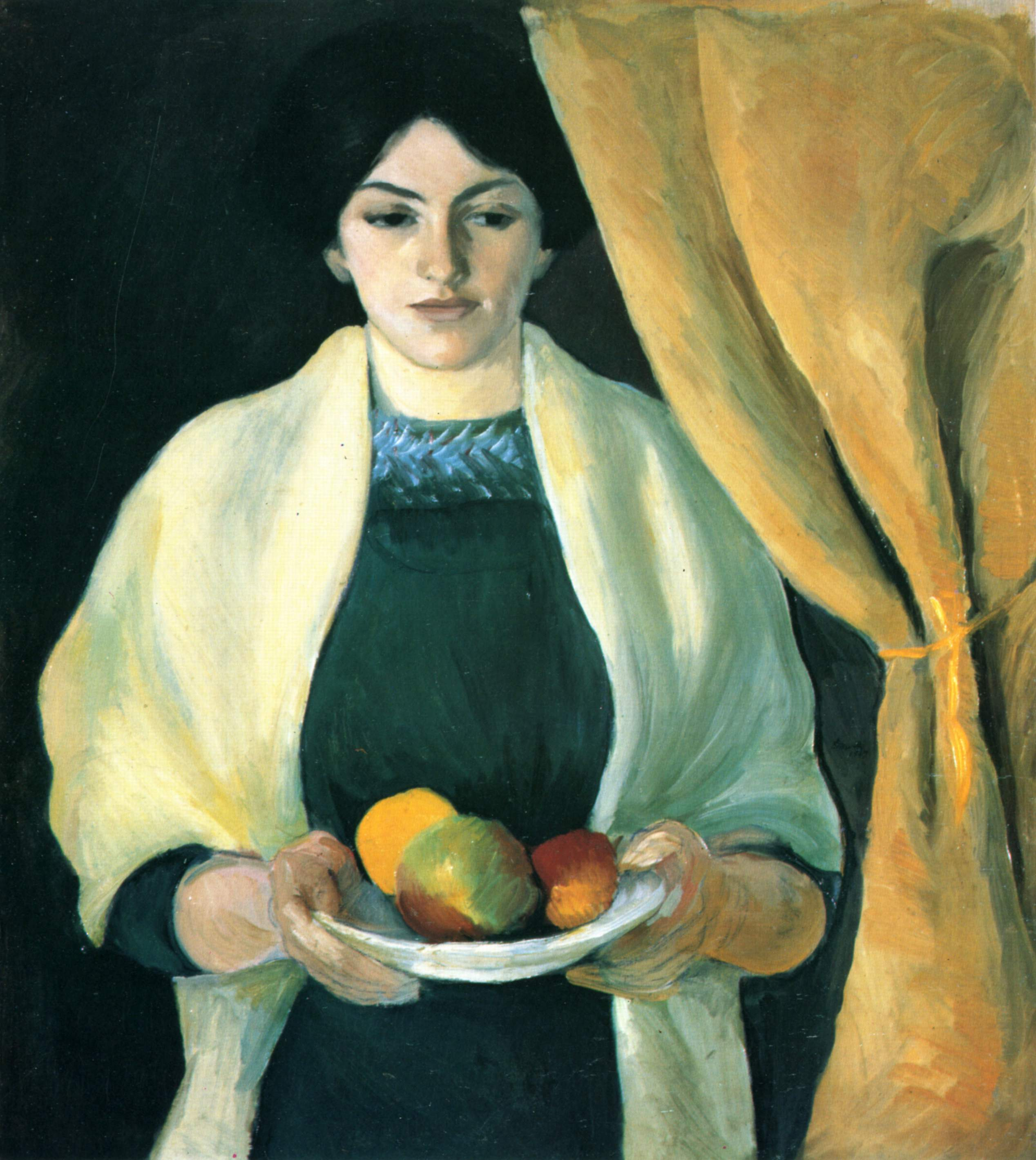
August Macke Retrato con manzanas, 1909
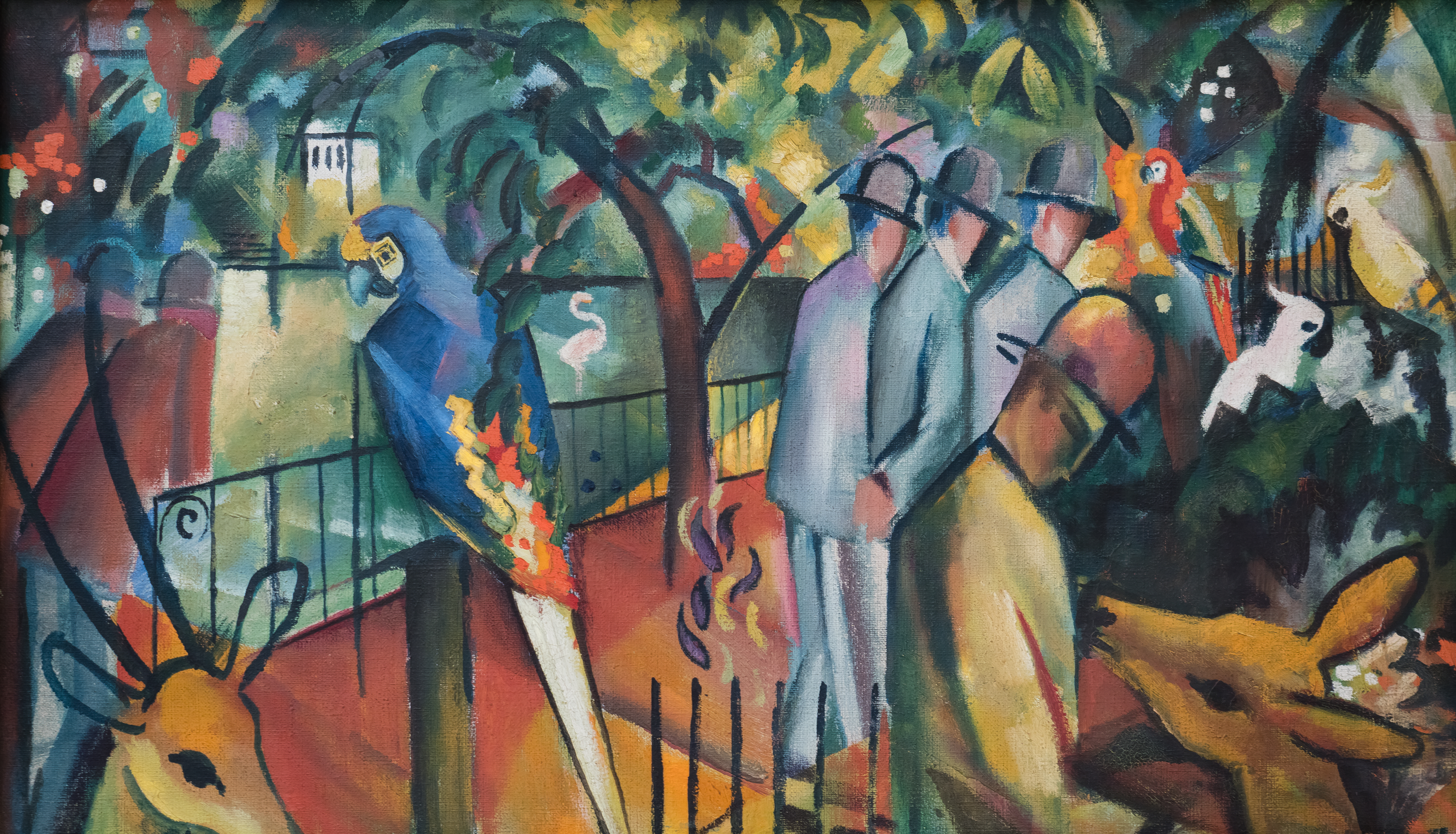
August Macke Jardín zoológico I, 1912
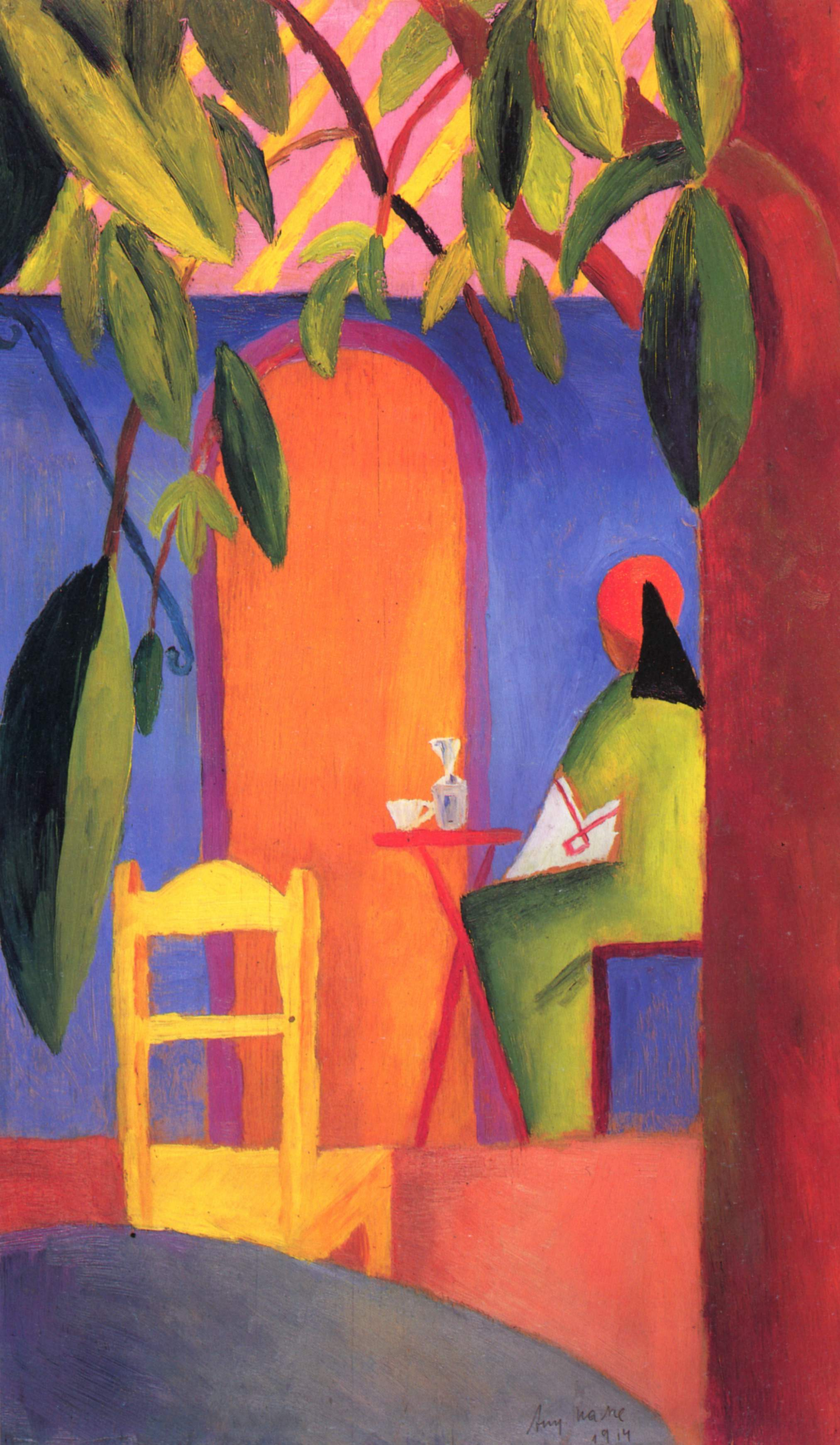
August Macke Café turco, 1914
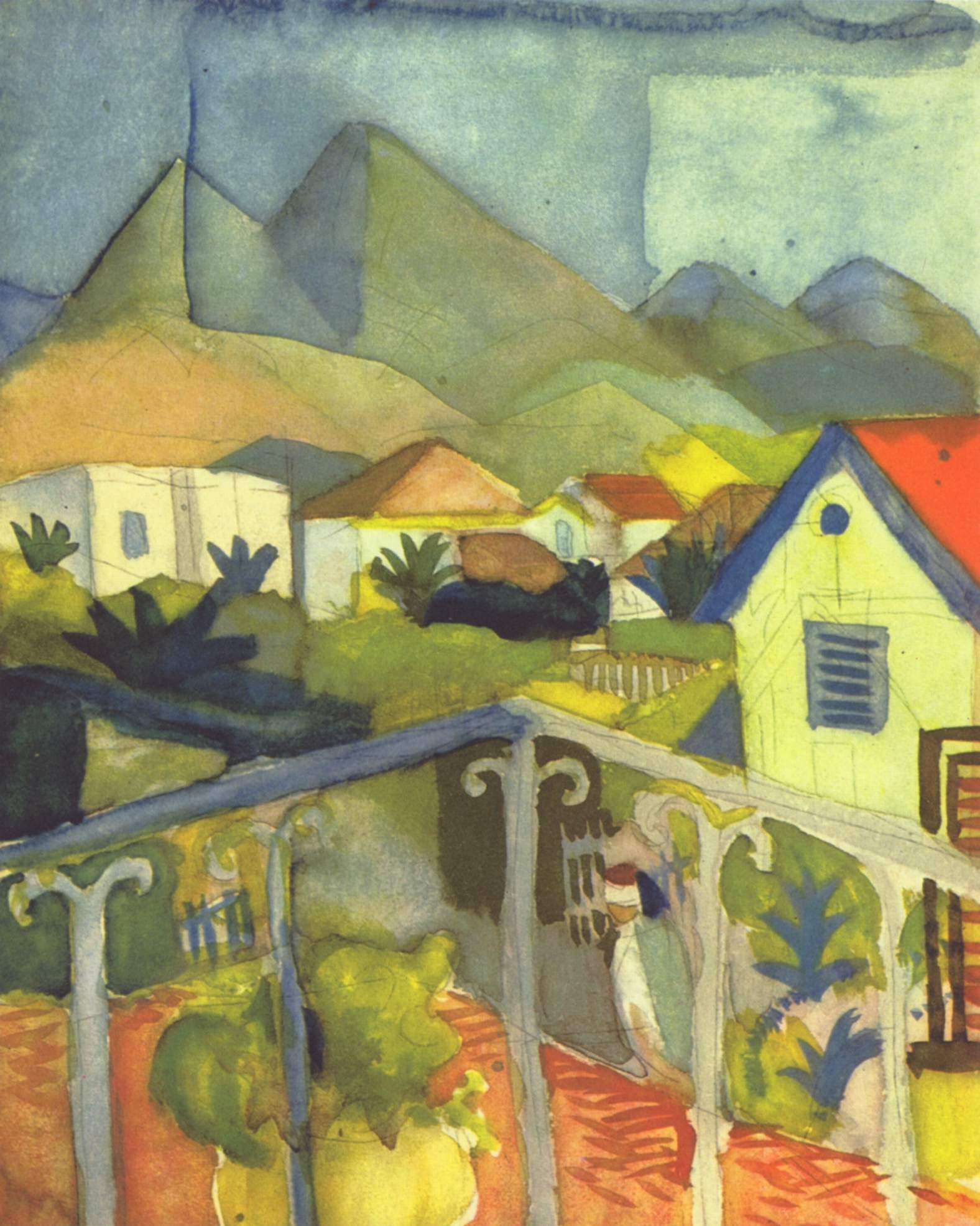
August Macke Saint Germain en Túnez, 1914
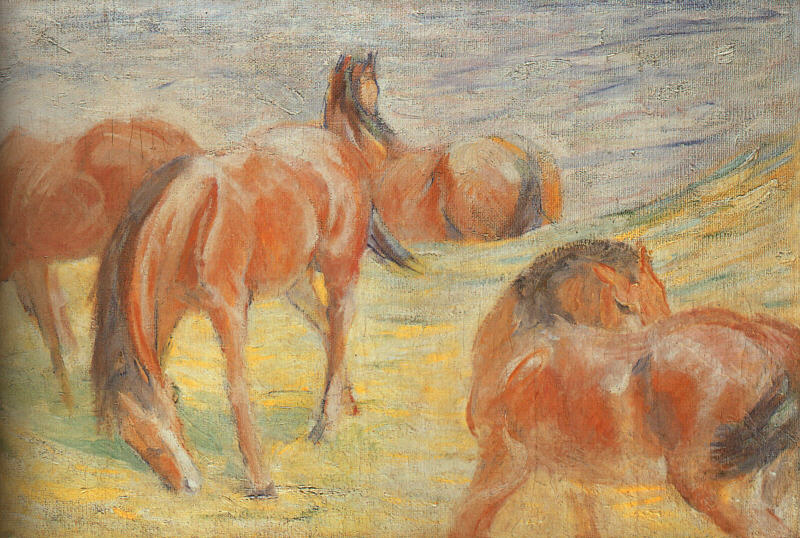
Franz Marc Caballos pastando I, 1910
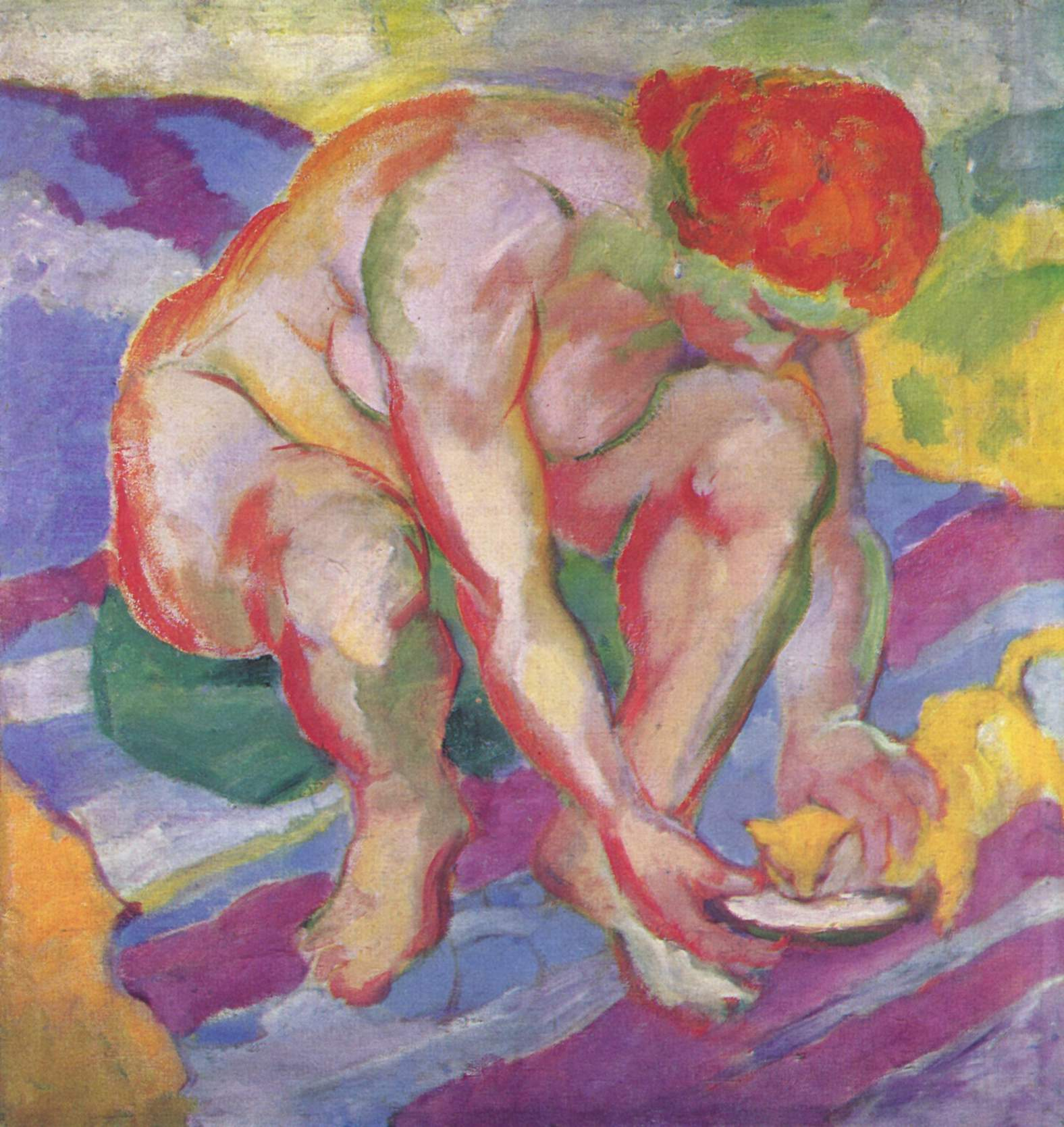
Franz Marc Desnudo con gato, 1910
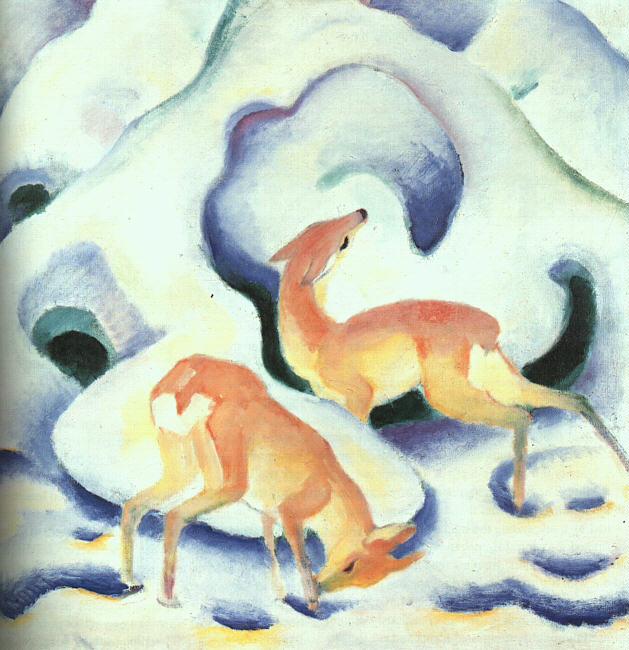
Franz Marc Corzo en la nieve, 1911
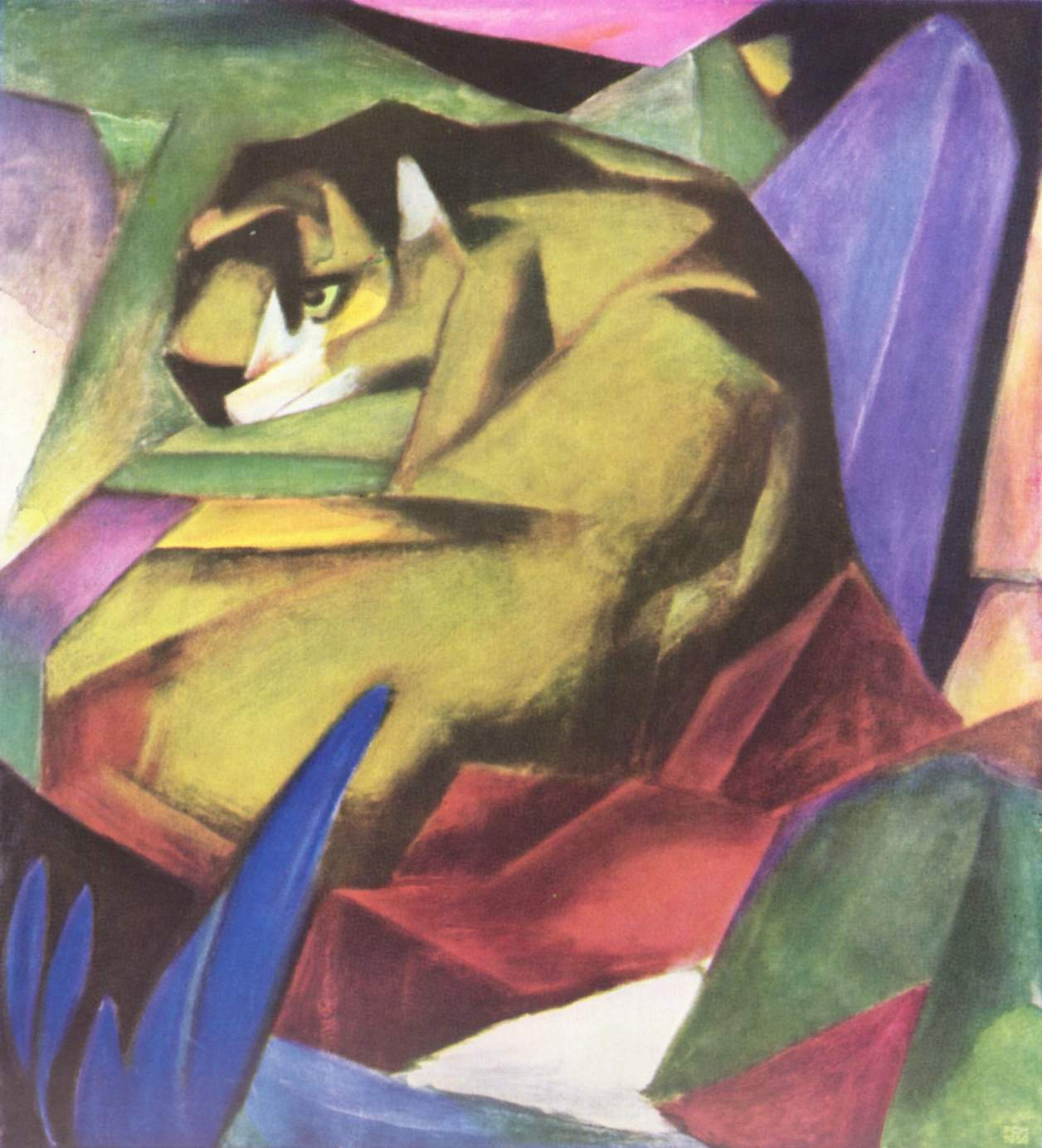
Franz Marc El tigre, 1912
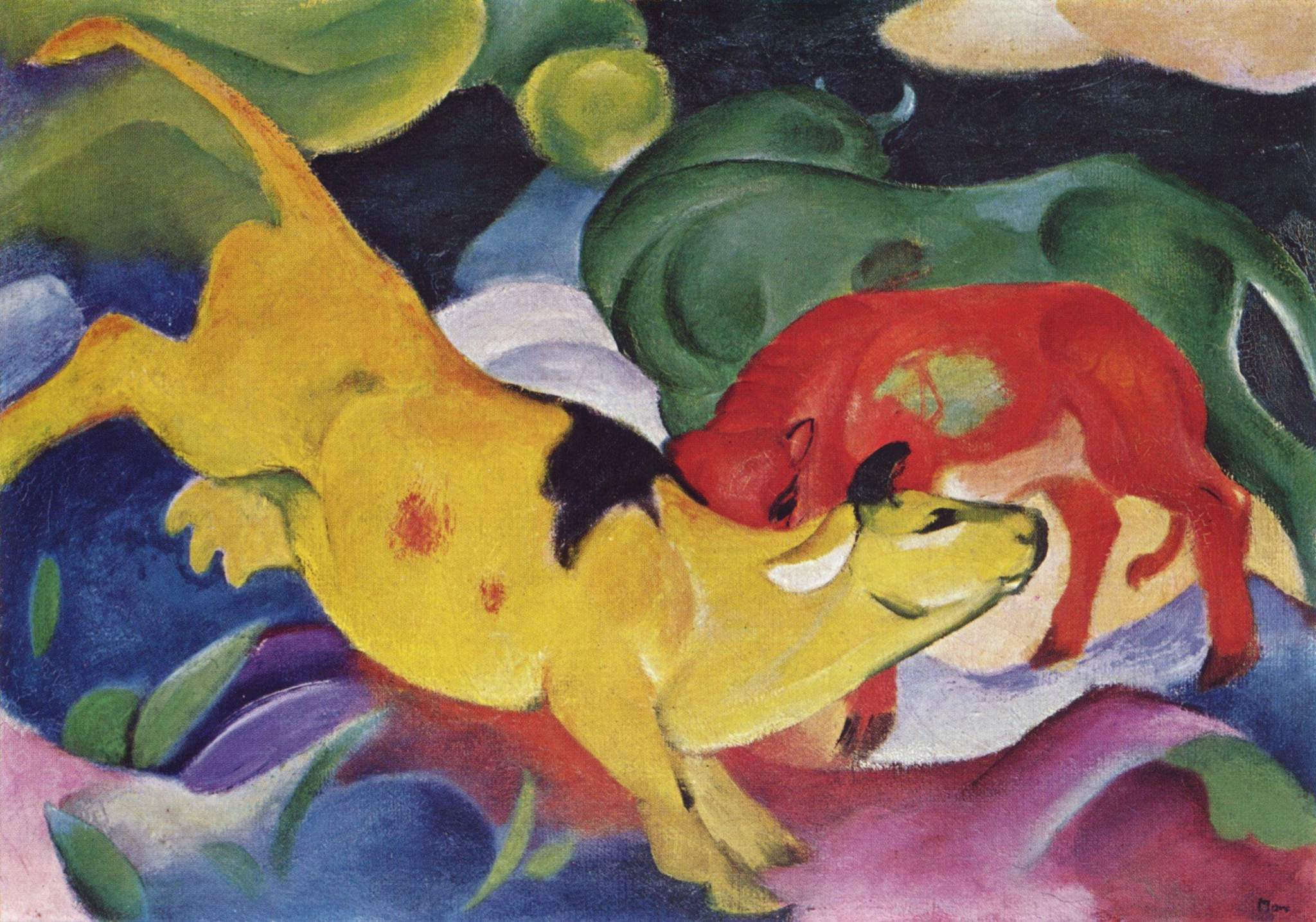
Franz Marc Vacas en amarillo, rojo y verde, 1912